# Rubidi oxide
Rubidi Oxide là một hợp chất hóa học có thành phần chính gồm hai nguyên tố rubidi và oxy, cấu thành hợp chất hóa học có công thức quy định là Rb2O. Rubidi Oxide có khả năng phản ứng mạnh đối với nước, do đó hợp chất không tồn tại trong tự nhiên.
Hàm lượng rubidi trong khoáng vật thường được tính và xác định theo Rb2O. Trong thực tế, rubidi thường có mặt như một thành phần của (thực tế là một tạp chất) silicat hoặc aluminosilicat. Một nguồn chính của rubidi là lepidolit, có công thức là KLi2Al(Al,Si)3O10(F,OH)2, trong đó Rubidi đôi khi thay thế cho Kali.
Rb2O tồn tại dưới dạng một chất rắn màu vàng. Các hợp chất có liên quan khác như Na2O, K2O và Cs2O lần lượt không màu, vàng nhạt và cam.

## Tính chất
Giống như các Oxide của kim loại kiềm khác, Rb2O là một base mạnh. Như vậy, Rb2O phản ứng với nước, tỏa nhiệt để tạo thành rubidium hydroxide.
Rb2O + H2O → 2 RbOH
Vì vậy, phản ứng giữa Rb2O và nước mà nó được coi là hút ẩm. Khi đun nóng, Rb2O phản ứng với hydro tạo ra rubidi hydroxide và rubidi hydride:
Rb2O + H2 → RbOH + RbH